# ぱっくんぽっけ
『ぱっくんぽっけ』は、ゲームソフト販売店のフランチャイズチェーン・wanpakuで2006年12月まで発行されていたミニコミ誌。

## 概要
1991年9月20日創刊。全183号。表示されている頒価は50円だが、店舗によっては無料で配布している場合もあった。
毎月20日発行。創刊時はB4判であったが後にA4判中綴じ、B6判とサイズを縮小。
『BREAK-AGE』で知られる漫画家・馬頭ちーめいが創刊号から「兄弟神技」を連載していたことでも知られる。
発行元の株式会社アクトが2006年2月に同業の明響社（TVパニック）と合併し、株式会社NESTAGE（大阪府豊中市）となって以降も本誌はwanpaku店舗に限り頒布が続けられたが、2006年12月号を最後に発行を停止。2007年1月より明響社系のニュースサイト「Glep」と統合し、『月刊Gぱっくん』にリニューアル予定であったが、「Glep」の閉鎖に伴い企画自体が立ち消えとなった。TVパニックも過去にミニコミ誌『ファミかんプレス』（後に『TVパニックプレス』へ改題）を発行していた。

## コーナー

### 読者の要塞
読者によるイラスト・文章ネタ投稿コーナー。採用された読者は「ポッケ」というチケットがもらえた。イラストコーナーは各号の大賞に200ポッケ、今月の～賞（号毎に名称が異なる）50ポッケ、30ポッケ、その他の採用者には10ポッケ。文章コーナーは金の～賞50ポッケ、銀の～賞0ポッケ、その他の採用者には10ポッケ。当初は掲載数が少なめだったが2004年12月号（159号）よりレイアウトが変更され、大幅に掲載数が増加した。それに伴いイラストの表示サイズも小さくなった。

### ポッケシステム
読者の要塞コーナーで獲得したポッケを使用出来る景品交換コーナー。1ポッケは50円相当。PSPが400ポッケ、お好きな携帯機ソフトが80ポッケ（基本的に新品だが、品切れの場合は中古ソフト）、『兄弟神技』総集編が30ポッケ、などと交換ができた。毎号冊子上に号数が記載された1ポッケが付属しており、各号1枚ずつの制限つきで手持ちのポッケと併用して景品と交換も出来た。

### 兄弟神技
馬頭ちーめいによる掲載漫画。2ページオールカラー掲載。